# Matt Adams
Matthew James Adams, né le 31 août 1988 à Philipsburg (Pennsylvanie) aux États-Unis et surnommé Big City, est un joueur de premier but qui a joué dans la Ligue majeure de baseball de 2012 à 2021.

## Carrière

### Cardinals de Saint-Louis
Athlète évoluant à la Slippery Rock University of Pennsylvania, Matt Adams est repêché en 23e ronde par les Cardinals de Saint-Louis en 2009. Il fait ses débuts dans le baseball majeur avec cette équipe le 20 mai 2012 et réussit deux coups sûrs en quatre présences au bâton à son premier match, contre les Dodgers de Los Angeles. Son premier coup sûr en carrière est réussi aux dépens du lanceur Chad Billingsley. Le 27 mai, Adams frappe son premier coup de circuit, contre Chad Qualls des Phillies de Philadelphie.
À sa saison recrue en 2013, Adams maintient une moyenne au bâton de ,284 en 108 parties jouées, avec 17 circuits et 51 points produits.
En 2014, le joueur de premier but dispute 142 matchs des Cardinals, frappent pour ,288 avec 15 circuits et 68 points produits. Le 7 octobre, son circuit de 3 points contre Clayton Kershaw permet aux Cardinals de remporter 3-2 le 4e match de la Série de divisions 2014 et d'éliminer les Dodgers de Los Angeles.
Sérieusement blessé aux quadriceps, il est absent du jeu de la fin mai au début septembre 2015. Par conséquent limité à 60 matchs, il ne frappe que pour ,240 de moyenne au bâton avec 5 circuits et 24 points produits.
Adams a hérité de ses coéquipiers le surnom « Big City » (« grosse ville »), dont il a hérité en 2013 durant le camp d'entraînement printanier.

### Braves d'Atlanta
Le 20 mai 2017, les Cardinals échangent Adams aux Braves d'Atlanta contre le joueur de champ intérieur des ligues mineures Juan Yepez.

### Nationals de Washington
Le 22 décembre 2017, Adams signe un contrat de 4 millions de dollars pour une saison avec les Nationals de Washington. 